# Człowiek sukcesu
Człowiek sukcesu (ang. Solitary Man) – amerykański film komedio-dramatyczny. Jego światowa premiera odbyła się we wrześniu 2009 podczas Międzynarodowego Festiwalu Filmowego w Toronto. Do kin w USA obraz wszedł dnia 7 maja 2010.

## Opis fabuły
Ben Kalmen jest właścicielem sieci salonów samochodowych. Boryka się zarówno z problemami zawodowymi (podejmuje kilka decyzji negatywnie wpływających na działalność firmy), jak i prywatnymi (rozwodzi się z Nancy, a córka nie chce go widywać). Życie byłego człowieka sukcesu zmienia się w mgnieniu oka.

## Obsada
- Michael Douglas jako Ben
- Mary-Louise Parker jako Jordan
- Jenna Fischer jako Susan
- Jesse Eisenberg jako Daniel
- Olivia Thirlby jako Maureen
- Imogen Poots jako Allyson
- Susan Sarandon jako Nancy
- Danny DeVito jako Jimmy
- Richard Schiff jako Steve Heller

## Przyjęcie
Obraz został dość ciepło odebrany przez amerykańskich krytyków. "Oto jedna z najlepszych kreacji Michaela Douglasa" - napisał Roger Ebert z Chicago Sun-Times, który dał Człowiekowi sukcesu trzy i pół na cztery możliwe gwiazdki w swojej recenzji z 9 czerwca 2010. Ebert dodał, że był to inteligentny i efektowny film.